# ناو کلاس تونه
کروزر کلاس تونه (به انگلیسی: Tone-class cruiser) یک کلاس از کشتی است که طول آن ۱۸۹٫۱ متر (۶۲۰ فوت ۵ اینچ) می‌باشد.